# NGC 1086
NGC 1086 este o galaxie spirală situată în constelația Perseu. A fost descoperită în 20 august 1885 de către Lewis A. Swift. Se află la o distanță de 55,11 de megaparseci de Pământ.